# Élections municipales espagnoles de 1931
Les élections municipales du 12 avril 1931 sont les premières élections démocratiques organisées en Espagne après près de huit ans de dictature et marquent un tournant dans l'avenir du pays. Présentées dans les faits comme un plébiscite portant sur la monarchie du roi Alphonse XIII, leurs résultats, bien que quantitativement favorables au régime monarchique, mettent en évidence une claire prédominance des républicains dans les grandes villes, interprétée comme une perte de confiance dans le régime d'une part importante du peuple espagnol. Deux jours plus tard le Roi prend l’exil, sans toutefois abdiquer formellement, ouvrant ainsi la voie à la période trouble de la Seconde République espagnole, qui débouche sur la guerre civile (1936-1939) puis sur près de quarante ans de dictature franquiste.
Il s'agit des seules élections dans l’histoire de l’Espagne à avoir provoqué un changement de régime.

## Contexte
La crise économique, le mécontentement social des secteurs de la petite bourgeoisie aussi bien que les intellectuels, étudiants et ouvriers, entraînent en janvier 1930 la démission de Miguel Primo de Rivera et la fin de la dictature en place depuis 1923. Alphonse XIII nomme alors le général Dámaso Berenguer, chef de la maison militaire du roi, à la tête du gouvernement. Celui-ci établit une dictature, à l’époque désignée par la presse sous le surnom de Dictablanda (« dictamolle »), en allusion à son manque de fermeté et de vigueur par rapport à la période précédente, malgré un caractère militariste et antidémocratique.
La légitimité de la monarchie, à l'origine de l'avènement de la dictature, est fortement remise en cause au sein de la population. D'anciens libéraux autrefois complices du régime revendiquent à présent ouvertement une sortie démocratique afin d'éviter une explosion révolutionnaire.
Le mouvement ouvrier est en plein essor, tant dans les files de l'UGT (socialiste) que de la CNT (anarchosyndicaliste).

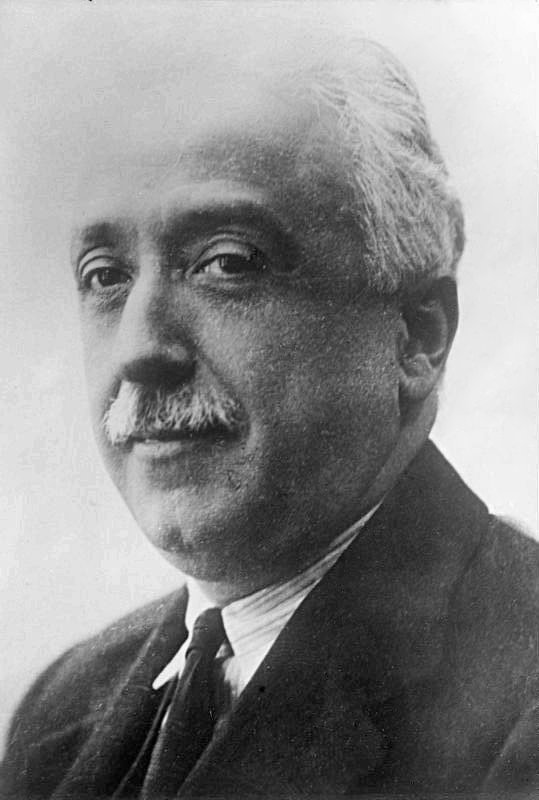
Niceto Alcalá-Zamora, premier président de la Seconde République.

Le 17 août, Niceto Alcalá-Zamora et Miguel Maura se réunissent à Saint-Sébastien avec les représentants de divers groupes politiques, constitutionnalistes et républicains opposés au gouvernement de Berenguer et à la monarchie, et signent l'accord de Saint-Sébastien, dans lequel ils concertent une série de mesures visant à l'instauration d'une république parlementaire, incluant notamment un traitement différencié pour la Catalogne. Les signataires sont plus tard arrêtés et recueillent ainsi les faveurs du peuple.
Le climat social est très tendu, avec des grèves ouvrières et protestations d’étudiants à répétition, et un climat insurrectionnel qui se manifeste dans le soulèvement de Jaca, en décembre.
Berenguer propose des élections générales mais essuie un refus de la droite, qui le juge risqué, et de la gauche, qui exige davantage de garanties et de libertés.
Face à cette paralysie, Berenguer démissionne en février 1931 et est remplacé par l'amiral Juan Bautista Aznar-Cabañas, et un gouvernement conservateur avec d'anciennes figures de la vie politique dynastique comme Manuel García Prieto, le comte de Romanones, Juan de La Cierva, et Joan Ventosa i Calvell de la Lliga Regionalista est mis en place.
Finalement, pour sortir le pays de l'impasse, on convient de la mise en place d'élections municipales le 12 avril, une manière de redonner un semblant de légitimité démocratique au régime en marquant un retour au régime constitutionnel précédent. L'enjeu des élections est la désignation de 81 099 conseillers dans toutes les municipalités d'Espagne, qui désigneront à leur tour les maires.
Le 23 mars sont rétablies les garanties constitutionnelles ; la censure est supprimée et la liberté de réunion et d'association sont pleinement reconnues. Le dimanche 5 avril, la présentation des candidatures dans les 8 943 districts du pays se fait en toute normalité.
La Lliga Regionalista, présente dans le gouvernement madrilène, tente de mettre à profit la déroute des partis monarchistes et libéraux et crée le parti Centre constitutionnel, destiné à présenter des candidats dans l'Espagne tout entière. Le Parti républicain radical de Lerroux intègre une coalition incluant notamment le PSOE, avec des figures remarquables comme Manuel Azaña d'Action républicaine.
En Catalogne la gauche est en pleine restructuration. Le 17 mai 1931 est fondée Esquerra Republicana de Catalunya (« Gauche républicaine de Catalogne », ERC), comme résultat de l'union du Parti républicain catalan, des militants du périodique L'Opinió (es) et du parti Estat Català (« État catalan »). Ne prévoyant pas de rassembler un nombre important de suffrages, ses membres proposent à Acció catalana de former une coalition, mais les meneurs de ce dernier, Lluís Nicolau d'Olwer et Antoni Rovira i Virgili, refusent et se présentent en solitaire.

## Résultats
Résultats généraux
| Courants politiques ou coalitions | Conseillers | Maires de capitales de provinces |
| --------------------------------- | ----------- | -------------------------------- |
| Monarchistes                      | 40 324      | 10                               |
| Républicains et socialistes       | 36 282      | 37                               |
| Esquerra Republicana              | 3 219       | 3                                |
| Lliga Regionalista                | 1 014       | 0                                |
| Nationalistes basques             | 267         | 0                                |

Les résultats indiquent pour la couronne une large défaite dans les noyaux urbains et une victoire dans les zones rurales, mettant en évidence l'antagonisme de deux Espagnes, l'une rurale traditionaliste, sous l'influence des caciques locaux, et l’autre, urbaine et moderniste.
Le courant anti-monarchique domine la grande majorité des capitales de provinces. À Madrid et à Barcelone, les conseillers républicains étaient respectivement 3 et 4 fois plus nombreux que les monarchistes. Dans la Catalogne tout entière, les monarchistes et les socialistes en coalition avec les radicaux de Lerroux obtiennent seulement 219 et 114 conseillers respectivement, contre plus de 4 000 au total pour les régionalistes et nationalistes, avec une claire prédominance d’ERC.
Les abus du caciquisme sont perceptibles dans l’application de l’article 29 de la loi électorale, qui permet l’élection sans vote dans les circonscriptions où la candidature est unique et concerne près d’un cinquième des postes de conseillers municipaux, désignés dès le 5 avril au bénéfice des monarchistes.
L’abstention s’élève globalement à 33 % mais s’avère extrêmement variable, avec une faible participation dans certaines régions rurales comme en Andalousie ou en Galice, qui s’élève jusqu’à 90 % dans les villes, à l’inverse de ce qu’on avait observé lors des élections précédentes.
Les élections, convoquées à l'origine comme une sonde afin d'estimer les appuis de la monarchie et les possibilités de modifications de la loi électorale avant la convocation d'élections générales, s'avèrent finalement une victoire nette et inattendue des partisans de la République, qui la considèrent comme un plébiscite pour son instauration immédiate.

## Fin de la monarchie
Aznar présente sa démission. Le roi suit le conseil de Romanones d'accepter la demande des républicains de quitter le pays, contre l'avis de de La Cierva, pour sa part enclin à maintenir la monarchie d'une main de fer jusqu'au bout. Des négociations ont lieu avec Alcalá Zamora afin de préserver le sort du roi. Mais celui qui va être désigné chef de l'État quelques heures plus tard seulement et qui a obtenu le soutien du général Sanjurjo, et avec lui celui de la Garde civile et de l'Armée, répond qu'il ne peut lui offrir aucune garantie, et exige en revanche l'abandon immédiat du pays par celui qui porte la responsabilité de la nomination de plusieurs dictateurs successifs à la tête du gouvernement. Cette exigence est réitérée par le Comité révolutionnaire, qui deviendra gouvernement provisoire, dans un manifeste publié par différents journaux. Le monarque prend l'exil dès la nuit du 14 avril 1931. Le surlendemain est diffusé un manifeste signé par Gabriel Maura, frère du dirigeant républicain Miguel Maura, seulement publié un jour plus tard par le journal monarchiste ABC, dans lequel le roi affirme que le désaveu signifié par le résultat des élections l'amène à quitter le pays afin d'éviter une guerre civile, tout en prétendant conserver tous ses droits et prérogratives dynastiques.
Alphonse XIII fuit l'Espagne sans abdiquer formellement et se rend à Paris, avant de s'installer à Rome. En janvier 1941, il abdique en faveur de son troisième fils Juan, père du roi Juan Carlos, et meurt le 28 février de la même année.

## Proclamation de la République

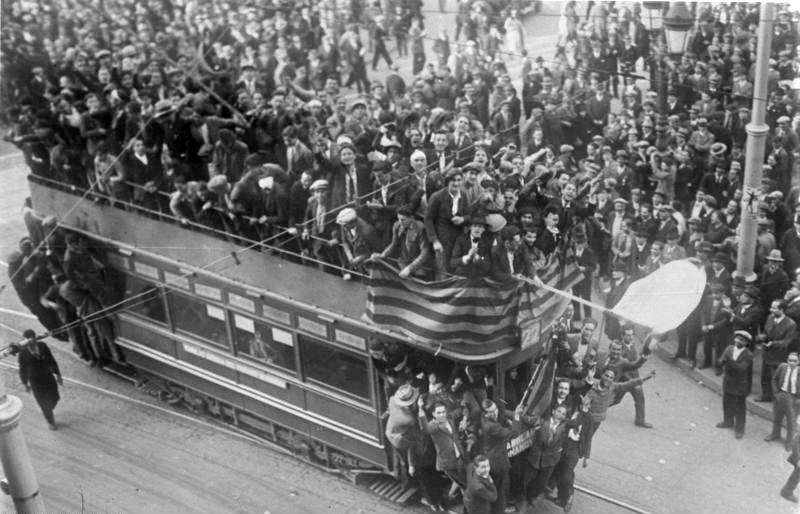
Proclamation de la République à Barcelone.

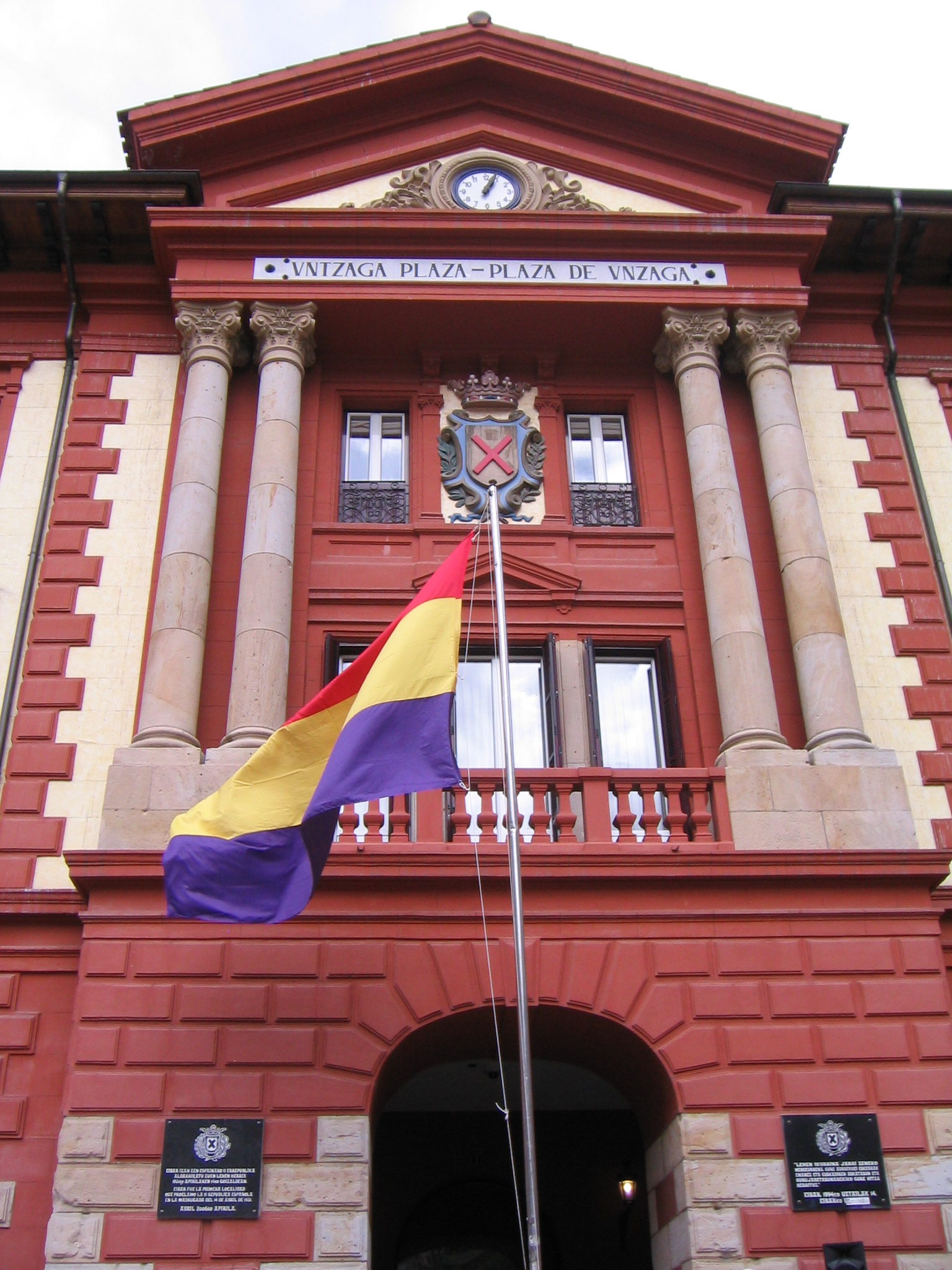
Drapeau républicain hissé sur le fronton de la mairie d'Eibar, pour la célébration du de la proclamation de la République.

Dans les zones a nette prédominance républicaine, la République est directement proclamée par certaines municipalités dès le 13 avril et avant la fin du dépouillement, le tout accompagné de scènes de liesse populaire. La première ville à hisser le drapeau tricolore républicain est Eibar (Guipuscoa). Le lendemain elle est imitée par les principales villes d'Espagne, dont Barcelone puis Madrid, et la Seconde République espagnole est officiellement proclamée dans tout le pays.
Le 14 avril, Francesc Macià proclame la République catalane, dans le cadre d'une (inexistante) « fédération de peuples ibériques ». Trois jours plus tard, la Catalogne devient une région autonome d'Espagne avec le rétablissement de la Généralité.
Un gouvernement républicain provisoire présidé par Niceto Alcalá-Zamora est mis en place et convoque pour le 28 juin des élections générales en vue d'élire une assemblée constituante.